# Крива байдужості
У теорії споживання криві́ байду́жості — криві, що з'єднують всі споживчі набори (комбінації кількості товарів), які перебувають у відношенні байдужості. Інакше кажучи, порівнюючи будь-які два набори, що знаходяться на тій самій кривій байдужості, споживач не надасть перевагу жодному з них. Криві байдужості є наглядним способом представлення відношення переваги у випадку двох товарів.
Якщо відношення переваги представляється функцією корисності {\displaystyle U(x_{1},x_{2})\,\!}, то криві байдужості є лініями рівня цієї функції, тобто, кожна крива байдужості має рівняння {\displaystyle U(x_{1},x_{2})=c\,\!} для деякої сталої {\displaystyle c\,\!}.

## Формальне означення
Нехай простір товарів {\displaystyle X\subset R_{+}^{2}\,\!}. Кривою байдужості довільного вектора (споживчого набору) {\displaystyle y\,\!} називається множина {\displaystyle {\big \{}x\in X:x\sim y{\big \}}\,\!}.
Оскільки відношення байдужості є відношенням еквівалентності, то криві байдужості не перетинаються, кожна точка належить рівно одній кривій байдужості, крива байдужості однозначно визначається будь-якою своєю точкою.
Якщо відношення переваги представляється функцією корисності {\displaystyle U(x_{1},x_{2})\,\!}, то крива байдужості довільного споживчого набору {\displaystyle y=(y_{1},y_{2})\,\!} має рівняння
{\displaystyle U(x_{1},x_{2})=U(y_{1},y_{2})\,\!}
Узагальненням кривих байдужості на випадок довільної кількості товарів є класи байдужості (поверхні байдужості).

## Приклади
- У випадку досконало взаємозамінних товарів (рис.1), які описуються лінійною функцією корисності {\displaystyle U(x_{1},x_{2})=ax_{1}+bx_{2}\,\!}, де {\displaystyle a,b=const>0\,\!}, всі криві байдужості будуть паралельними прямими

{\displaystyle ax_{1}+bx_{2}=c\,\!}
Прикладом таких товарів, принаймні для частини споживачів, є Пепсі-кола та Кока-кола. Якщо користувач не надає перевагу смаку жодного з цих напоїв, то набори (2хПепсі-кола, 0хКока-кола), (1хПепсі-кола, 1хКока-кола), (0хПепсі-кола, 2хКока-кола) є для нього однаково добрі, отже, знаходяться на одній кривій байдужості. Оскільки в теорії споживання приймається припущення, що всі товари є довільно подільні, то кривою байдужості буде цілий відрізок від точки (2; 0) до точки (0; 2). Коефіцієнти {\displaystyle a,b\,\!} дозволяють моделювати товари, які є досконало взаємозамінними у відношенні іншому ніж 1:1.
- Досконало взаємодоповнюючі товари, які описуються функцією корисності Леонтьєва, мають криві байдужості у вигляді ліктеподібних ламаних (рис.2). Рівняння цих ламаних

{\displaystyle \operatorname {min} {\big \{}ax_{1},bx_{2}{\big \}}=c\,\!}
Якщо, наприклад, хтось активно використовує у своїй праці олівці та гумки до стирання і на 3 списані олівці стирає рівно одну гумку, то корисність цілого набору визначається кількістю комплектів (3хОлівець, 1хГумка). Таким чином, набори (9, 3), (15, 3), (9, 4) мають однакову корисність, бо в кожному є 3 комплекти, а додаткові олівці у другому наборі чи гумки у третьому не додають корисності. Набір (9, 3) знаходиться у вершині ламаної, збільшення кількості самих лише олівців (перший товар) дає півпряму праворуч, збільшення кількості гумок (другий товар) — півпряму вгору.

Рис.1. Досконало взаємозамінні товари
Рис.2. Досконало взаємодоповнюючі товари
Рис.3. Строго опукле відношення переваги

- Найчастіше розглядаються опуклі криві байдужості (рис.3). Опуклість кривих байдужості є проявом строгої опуклості відношення переваги. Прикладом відповідної функції корисності є функція Коба-Дугласа. Рівняння кривих байдужості для цієї функції

{\displaystyle x_{1}^{a}x_{2}^{b}=c\,\!}
Опуклість кривих байдужості є наслідком опуклості відношення переваги, що є проявом схильності споживача до збалансованого споживання наявних товарів.
- У випадку лексикографічного відношення переваги криві байдужості вироджуються у точки, оскільки для цього відношення переваги немає двох різних так само добрих наборів товарів.

## Властивості
Якщо відношення переваги є монотонним, неперервним та строго опуклим, то криві байдужості:
- є кривими спадними. Від'ємний нахил кривої байдужості є наслідком монотонності — при зростанні кількості одного товару, кількість іншого повинна зменшитись щоб набір залишався на тому ж рівні корисності;
- є строго опуклими. Якщо з набору послідовно забираємо одиниці першого товару, то, для утримання того ж рівня корисності, треба додавати щоразу більше другого товару. Опуклість кривих байдужості відповідає першому закону Госсена (принцип спадної граничної корисності).